# Stazione di Cavalese Succursale
La stazione di Cavalese Succursale è stata una fermata ferroviaria posta lungo la ex linea ferroviaria a scartamento ridotto Ora-Predazzo chiusa il 10 gennaio 1963, a servizio del comune di Cavalese.

## Strutture e impianti
La fermata era composta da un fabbricato viaggiatori e dal binario di circolazione. A novembre 2015 rimane solo il fabbricato adibito a bar (già esistente all'epoca) mentre il binario è stato smantellato.